# Ильбяково
Ильбя́ково (тат. Илбәк) — село в Азнакаевском районе Республики Татарстан Российской Федерации. Административный центр Ильбяковского сельского поселения.

## Этимология
Топоним произошёл от антропонима на татарском языке «Илбәк» (Ильбяк).

## География
Село расположено в Восточном Закамье на левом притоке реки Мелля, в 20 км к северо-западу от города Азнакаево.

## История
По другим сведениям — с 1762—1764 годов.
По сведениям 1762—1764 годов, в деревне, записанной в историческом документе как "Новопоселен дер. Измайлово
Аманацкие Вершин", "Абдуловой, Аманацкие Вершины", "Новопоселенная Абдулавой Аманацкие Вершин" были учтены жители обоего пола следующих сословий: 90 — служилые татары, приписанные к Адмиралтейству, 137 —  мурзы, 140 — служилые татары соответственно.
В материалах  четвертой ревизии (1782 год) в деревне, записанной в исторических документах как "Абдуловой по речке Ильбяк", "Абдуловой на речке Ильбяк тож" зафиксировано проживание 32 ревизских душ служилых татар и мурз, приписанных к Адмиралтейству и 55 — ясачных татар.
По сведениям 1856 года (X ревизия), в деревне Ильбякова были учтены 23 башкира из тептярей в 3 дворах (возможно дворов в деревне было больше, и часть дворов была учтена как соседние поселения).  
В «Списке населенных мест по сведениям 1859 года», изданном в 1864 году, населённый пункт упомянут как казённая деревня Ильбякова 1-го стана Бугульминского уезда Самарской губернии. Располагалась при речке Ильбяке, в 55 верстах от уездного города Бугульмы и в 35 верстах от становой квартиры в казённой и башкирской деревне Альметева (Альметь-муллина). В деревне в 64 дворах жили 426 человек (204 мужчины и 222 женщины). Была мечеть.
По сведениям 1897 года, в деревне Ильбякова Бугульминского уезда Самарской губернии проживали 784 жителя (393 мужчины и 391 женщина), все мусульмане. 

## Население
| 1859 | 1889 | 1897 | 1920 | 1926 | 1938 | 1949 | 1958 | 1970 | 1979 | 1989 | 2002 | 2010 | 2015 |
| ---- | ---- | ---- | ---- | ---- | ---- | ---- | ---- | ---- | ---- | ---- | ---- | ---- | ---- |
| 426  | 768  | 784  | 951  | 579  | 609  | 338  | 339  | 313  | 236  | 165  | 289  | 255  | 266  |

Национальный состав
Согласно результатам переписи 2002 года, в национальной структуре населения татары составили 89 %.

## Религия
В 2014 году в селе была построена мечеть.

### Комментарии
1. ↑  Расстояние измерено при помощи инструментария Яндекс.Карты